# Jesús Romeo Gorría
Jesús Romeo Gorría (Bilbao, 12 de septiembre de 1916 - Madrid, 2 de abril de 2001) fue un político y empresario español.

## Biografía
Nacido, el 12 de septiembre de 1916 en Bilbao, fue combatiente voluntario en la guerra civil española, en el bando sublevado, donde alcanzó el grado de teniente. Estudió Derecho en Zaragoza y realizó el doctorado en Madrid.
En 1938 participó en la elaboración del Fuero del Trabajo, una de las Leyes Fundamentales del Franquismo, y en 1942 pasó a formar parte del cuerpo de letrados del Consejo de Estado.
Fue sucesivamente Jefe del SEU en Navarra, letrado del Consejo de Estado (1942), Subsecretario de Trabajo (1957) y Ministro de Trabajo, formando parte del IX Gobierno nacional de España (1962-1965) durante la dictadura franquista (1962-1969).
Más tarde sería miembro del Consejo de Administración de Iberia L.A.E. y presidente de la misma (1970-1976). Su presidencia tuvo momentos importantes: puesta en marcha en 1974 del puente aéreo Madrid-Barcelona, incorporación a la flota de los dos primeros Boeing 747 y conclusión del proceso de automatización del sistema de emisión de pasajes y reservas, además se procedió a la renovación de los aviones de medio radio por los Boeing 727. 
Uno de los problemas más relevantes a los que tuvo que hacer frente fueron las operaciones internacionales de Iberia, en diversos países: Guinea Ecuatorial a través de LAGE (Líneas Aéreas de Guinea Ecuatorial), Perú a través de APSA (Aerolíneas de Perú), República Dominicana a través de la Compañía Dominicana de Aviación, y Panamá a través de Air Panamá. Su última etapa fue bastante negativa para la compañía (Iberia llegó a tener 800 millones de pérdidas) por diversos motivos: la subida del carburante en 1973, y el impacto que para la imagen y los ingresos de Iberia tuvieron los boicots realizados en diversos países europeos y México, a consecuencia de las ejecuciones ordenadas por el general Francisco Franco en septiembre de 1975. Al año siguiente, en 1976, dejó el cargo de presidente de Iberia y fue sustituido por Manuel de Prado y Colón de Carvajal.
Falleció en Madrid el 2 de abril de 2001.

## Condecoraciones
- Gran Cruz de la Orden de Isabel la Católica (1964).[2]
- Gran Cruz de la Orden del Mérito Militar, con distintivo blanco (1966).[3]
- Gran Cruz de la Orden Civil del Mérito Agrícola (1966).[4]
- Gran Cruz de la Orden Civil de Alfonso X el Sabio (1968).[5]
- Medalla al Mérito en el Trabajo, en categoría de oro (1970).[6] Le fue retirada el 27 de octubre de 2022.[7]